# イニィーゴ・ランダルセ

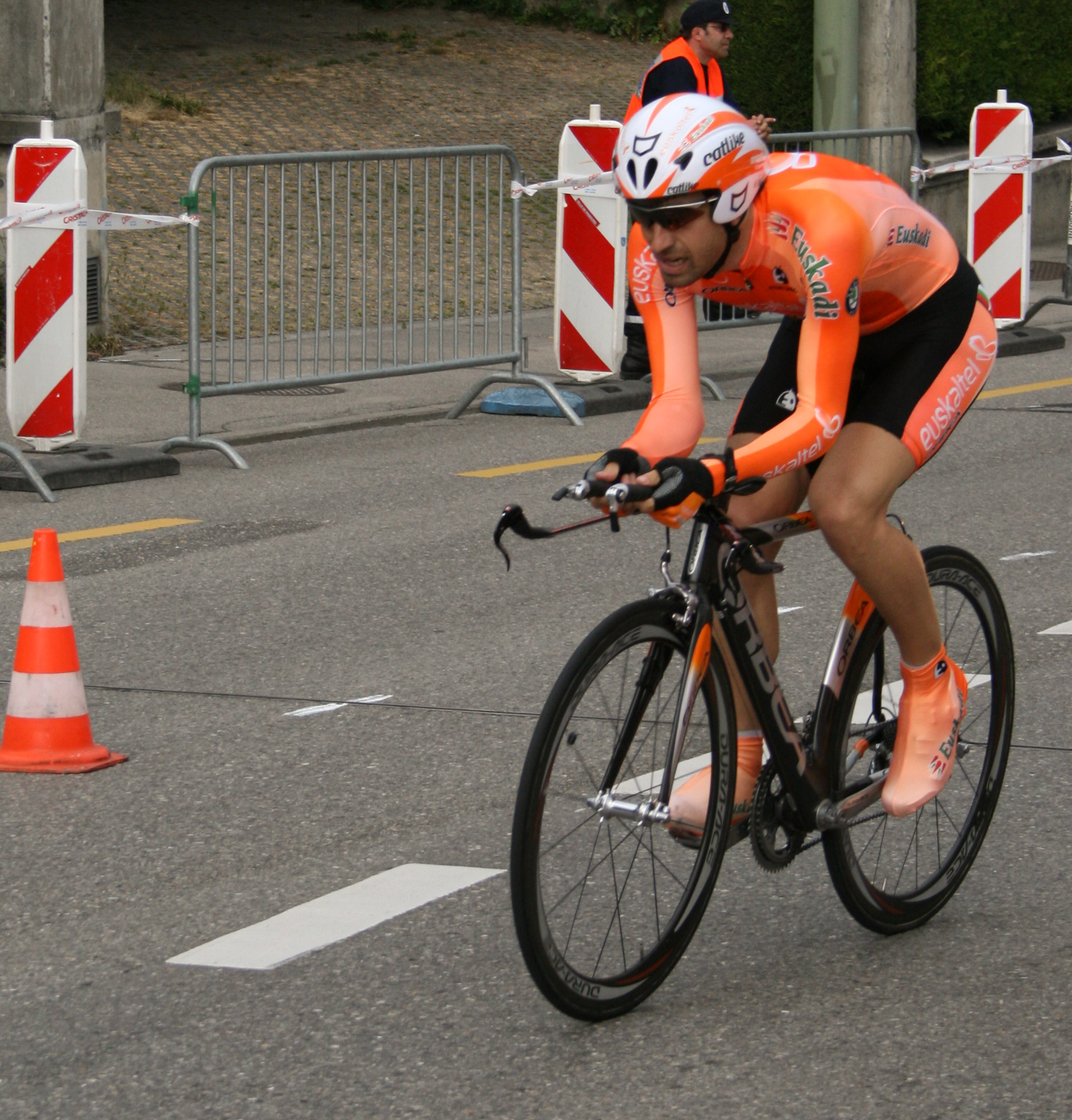
イニィーゴ・ランダルセ

イニィーゴ・ランダルセ・インチャウラガ（Iñigo Landaluze Intxaurraga、1977年5月9日 - ）は、スペイン・ビスカヤ県ゲチョ出身の自転車競技（ロードレース）選手。

## 経歴
バスク地方のビスカヤ県ゲチョ出身。2001年にエウスカルテル・エウスカディと契約を結んでプロ転向。以後同チームに在籍。2005年のドーフィネ・リベレにおいて、総合優勝を果たした。しかしその後、テストステロンの異常数値が判明したとの話につき、ドーピング違反にあたるとして、同年のツール・ド・フランス完走（総合100位）後、スペイン自転車競技連盟より、レース出場禁止処分が下された。しかし2006年6月4日、スポーツ仲裁裁判所(CAS)が「（ドーピングの疑いがある）可能性がある」とした見解を出しながらも、テストが行なわれた研究所において手続き上の誤りがあることが分かり、また国際自転車競技連合(UCI)もドーピング違反に対する立証ができなかったことから、ランダルセの出場禁止処分を解き、同年のツール・ド・フランスへの出場を許可した。
2009年7月17日、持続性エリスロポエチン受容体活性化剤（CERA）陽性が認められたとして、UCIは出場停止処分を科した。